# P1 Eftermiddag
 Der er for få eller ingen kildehenvisninger i denne artikel, hvilket er et problem. Du kan hjælpe ved at angive troværdige kilder til de påstande, som fremføres i artiklen.

P1 Eftermiddag var et radioprogram på DR P1 fra oktober 2014 til februar 2018, som derefter blev afløst af Kulturen på P1. 
Programmets værter var Jesper Dein, Karen Secher og Tore Leifer, og det blev sendt alle hverdage mellem kl. 14 og 16.
Programmet havde i 2017 mellem 150.000 og 200.000 lyttere hver dag, og over en uge lyttede over 400.000 med.[kilde mangler]
| Radio | Spire Denne artikel om radio eller radioprogrammer er en spire som bør udbygges. Du er velkommen til at hjælpe Wikipedia ved at udvide den. |